# لفت فور دد
لفت فور دد (به انگلیسی: Left 4 Dead) یا چهار بازمانده یک بازی ترسناک و تیراندازی اول شخص چند نفره، ساخته‌شده توسط ولو جنوب و با موتور سورس برای مایکروسافت ویندوز، ایکس‌باکس ۳۶۰ و مک‌اواس است.
در این بازی بازیکن باید با انواع و اقسام زامبی روبه‌رو شده و در دسته‌های چهار نفری با آن‌ها بجنگد که خود زامبی‌ها به دسته‌های Smoker ,Hunter,Boomber و Tank تقسیم می‌شوند.
این بازی مولفه‌ای از نوع داستان ندارد ولی چیزهایی در خود دارد که همه را مجذوب خود خواهد کرد. اولین و مهم‌ترین عاملی که موجب می‌شود این بازی از بازیهای هم سبکش گامی جلوتر باشد حالت چند نفرهٔ آن است. بخش Single Player بازی نیز چهار کاراکتر را در دل زامبی‌ها رها می‌کند. یک دموی کوتاه ولی زیبا تنها مقدمه ایست که شما را با کاراکترها و ظاهر بهم ریخته و شلوغ شهر آشنا می‌سازد.

## بازتاب‌ها
| گردآورنده | امتیاز                  |
| --------- | ----------------------- |
| متاکریتیک | PC: 89/100 X360: 89/100 |

| ناشر                    | امتیاز  |
| ----------------------- | ------- |
| اج                      | ۹/۱۰    |
| الکترونیک گیمینگ مانثلی | A- A A+ |
| یوروگیمر                | 9/10    |
| فامیتسو                 | 35/40   |
| گیم اینفورمر            | ۹٫۲۵/۱۰ |
| گیم‌اسپات                | 8.5/10  |
| گیم‌اسپای                | 4.5/5   |
| جاینت بامب              | [ ۱۱ ]  |
| آی‌جی‌ان                  | 9.0/10  |
| اواکس‌ام (ایالات متحده)  | 9.5/10  |
| پی‌سی گیمر (بریتانیا)    | 93%     |
| تیم اکس‌باکس             | 9.1/10  |
| ایکس پلی                | 5/5     |

## جوایز
چهار بازمانده (لفت فور دد) این جوایز را برده است:
- IGN&nbspبهترین بازی چندنفره ۲۰۰۸برای کامپیوتر<و ایکس باکس ۳۶۰[۱۷]؛ بهترین صداگذاری و بازی تیراندازی، برای کامپیوتر[۱۸]
- گیم‌اسپای – بهترین بازی چندنفره سال[۱۹]
- Spike TV – بهترین چندنفره و بازی کامپیوتر[۲۰]
- Bit-tech – بهترین بازی کامپیوتر ۲۰۰۸[۲۱]
- NoFrag – The Father of All FPS 2008; Best Multiplayer 2008[۲۲]
- گیم‌اسپات – Best Cooperative Multiplayer of 2008; Best Shooter of 2008; nominations for Best Atmosphere, Best Sound Design, Best Original IP, Best PC Game, and Game of the Year